# Секеркі (Західнопоморське воєводство)
Секеркі (пол. Siekierki, нім. Zäckerick) — село в Польщі, у гміні Цединя Грифінського повіту Західнопоморського воєводства.
Населення — 163 особи (2011).

## Демографія
Демографічна структура станом на 31 березня 2011 року:
|          | Загалом | Допрацездатний вік | Працездатний вік | Постпрацездатний вік |
| -------- | ------- | ------------------ | ---------------- | -------------------- |
| Чоловіки | 80      | 24                 | 49               | 7                    |
| Жінки    | 83      | 22                 | 48               | 13                   |
| Разом    | 163     | 46                 | 97               | 20                   |